# Amtstafel

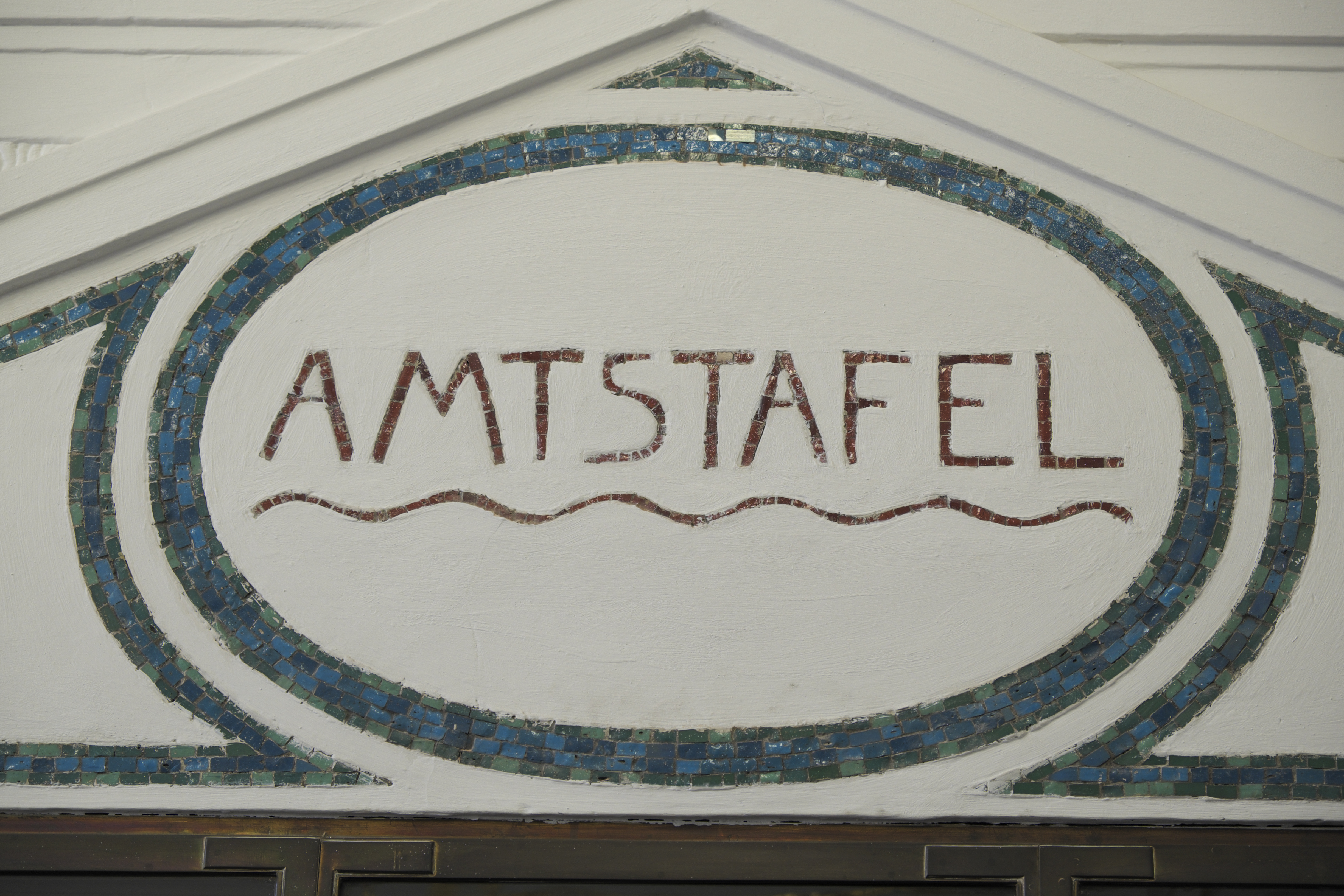
Amtstafel im Hauptzollamt in München

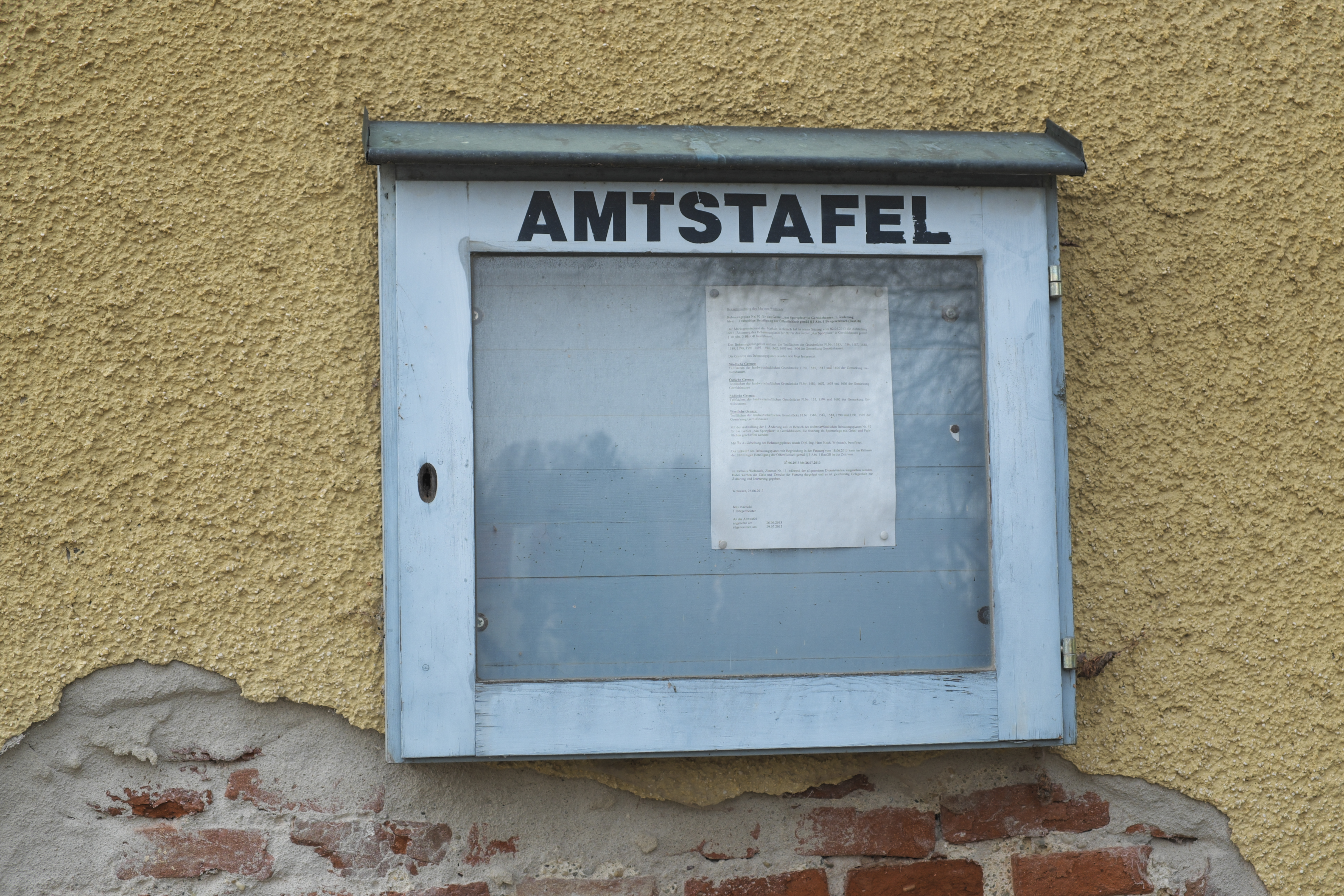
Amtstafel in Geroldshausen, Ortsteil von Wolnzach

Als Amtstafel (auch Anschlagtafel) werden in Ämtern des Staates und der Gemeinden Wandflächen bezeichnet, auf denen öffentliche Bekanntmachungen der jeweiligen Ämter erfolgen.

## Arten der Informationen
Einerseits sind die Behörden verpflichtet, gewisse Informationen auf ihren Amtstafeln zu veröffentlichen, andererseits werden dort auch lediglich Informationen von allgemeinem Interesse kundgemacht. Auf den Amtstafeln der Städte und Gemeinden sind beispielsweise Gemeinderatsbeschlüsse, die Liste der Baukonzessionen, die Eheaufgebote, Anordnungen und andere Dokumente veröffentlicht. Von Gerichten müssen unter anderem Erkenntnisse und Geschäftsverteilungen auf der Amtstafel verlautbart werden.

## Amtstafeln im digitalen Zeitalter

### Öffentlich zugängliche digitale Amtstafeln
Neben den klassischen Wandflächen können Informationen auch im Internet abgerufen werden und sind so nun auch überregional und weltweit abrufbar. Dies kann im HTML- oder PDF-Format erfolgen.

### Öffentlich beschränkt zugängliche digitale Amtstafeln
Auch können Amtstafeln aus verschiedenen Gründen verschlüsselt (nicht allgemein zugänglich) werden, um sie nur den Bewohnerinnen und Bewohnern betreffender Orte/Gemeinden zugänglich zu machen.